# Guillaume Ademar

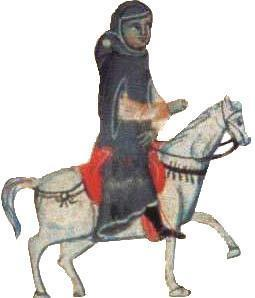
Miniature de Guillaume extraite d'un chansonnier Lombard du XIII

Guillaume Ademar (Guilhem Ademar en occitan) (1190/1195–1217) était un troubadour de Gévaudan.
Fils d'un chevalier de Meyrueis, donc d'origine noble, mais pauvre, il passe sa vie entre les cours d'Albi, de Toulouse, de Narbonne, et de Catalogne. Il obtient durant sa vie une importante réputation, au point qu'un autre troubadour, Monge de Montaudon (le Moine de Montaudon), en fait la satire. Il entre dans les ordres à la fin de sa vie. 
Nous possédons de lui seize poèmes, quatorze chansons, un sirventès, et une joute (partiment) avec Eble d'Ussel. Ses chansons sont ses œuvres les plus renommées. Souvent pleines d'humour, il s'y inspire de la poésie d'un de ses plus illustres contemporains : Arnaud Daniel.
Une chanson nous est resté avec sa mélodie. 